# Brian Horrocks
Brian Gwynne Horrocks (Ranikhet, Índia, 7 de setembro de 1895 — Chichester, 4 de janeiro de 1985) foi um tenente-general do Exército Britânico durante a Segunda Guerra Mundial, principalmente lembrado como o comandante do Corpo XXX na Operação Market Garden e outras operações durante a Segunda Guerra Mundial. Ele também serviu na Primeira Guerra Mundial e na Guerra Civil Russa, foi feito prisioneiro duas vezes e competiu no pentatlo moderno nos Jogos Olímpicos de 1924 em Paris. Mais tarde, ele foi um apresentador de televisão, escreveu livros sobre história militar e foi Black Rod (um oficial nomeado para manter a ordem durante suas reuniões) na Câmara dos Lordes por 14 anos.
Em 1940, Horrocks comandou um batalhão durante a Batalha da França, a primeira vez que serviu sob o comando de Bernard Montgomery, o comandante britânico mais proeminente da guerra. Montgomery mais tarde identificou Horrocks como um de seus oficiais mais capazes, nomeando-o para comandar corporações no norte da África e na Europa. Em 1943, Horrocks foi gravemente ferido e levou mais de um ano para se recuperar antes de retornar para comandar um corpo do exercíto na Europa. É provável que esse período fora de ação significou que ele perdeu uma promoção; seus comandantes contemporâneos no Norte da África, Oliver Leese e Miles Dempsey, passaram a comandar tropas do exército um nível acima. A ferida de Horrocks continuou a prejudicar sua saúde e o levou a se aposentar mais cedo do exército após a guerra.
Desde 1945, Horrocks é considerado por alguns como um dos generais britânicos mais bem-sucedidos da guerra, "um homem que realmente liderou, um general que falava com todos, até o soldado particular mais simples " e o " belo ideal para um corpo de exército comandante". General Dwight D. Eisenhower, o Comandante Supremo Aliado na Europa Ocidental, o chamou de "o notável general britânico sob Montgomery".